# ماري هارلو
ماري هارلو (بالإنجليزية: Mary Harlow)‏ هي باحثة في تاريخ العصور الكلاسيكية بريطانية، ولدت في 1956.